# Arab Workers Society
Die Arab Workers Society (AWS) war eine Ende Juli 1934 gegründete Gewerkschaft im britischen Mandatsgebiet Palästina, die unter arabischen Arbeitern Unterstützung für die einflussreiche Jerusalemer Familie Naschaschibi mobilisierte. Sie stand unter der Leitung von Fakhri al-Naschaschibi, der zugleich ihr Gründer und erster Vorsitzender war und von 1935 bis zu seiner Ermordung im Dezember 1936 Michael Mitri. Die AWS ist nicht zu verwechseln mit der Palestine Arab Workers Society (PAWS) aus Haifa. 
Ihren Ausgangspunkt nahm die AWS in Jerusalem, eine Hochburg der Naschaschibi, wo sein Onkel Raghib al-Naschaschibi bis im September 1934 Bürgermeister war. Das erste Büro der AWS wurde im August 1934 in Bayt Dajan südöstlich von Jaffa eröffnet. Im Oktober 1934 folgte eine AWS-Vertretung in Jaffa selbst. Diese leitete der in Lateinamerika aufgewachsene und ausgebildete Ingenieur Michael Mitri. Eine weitere Führungsperson der AWS in Jaffa war George Mansour. Unterstützung und mediale Öffentlichkeit verschaffte der AWS die Jaffaer Zeitung Filastin, die ebenfalls den Naschaschibi nahe stand. Die Naschaschibi vertraten im Vergleich mit den Husseini, ihren wichtigsten innenpolitischen Gegnern, moderate und häufig pro-britische politische Ziele.
Die AWS mobilisierte gegen die vom Gewerkschaftsbund Histadrut geförderte Politik der „jüdischen Arbeit“, deren erklärtes Ziel es war, in den jüdischen Betrieben arabische Arbeiter schrittweise durch jüdische Arbeiter zu ersetzen. Appelle an die Briten, gegen Histadrut-Streikposten vorzugehen, die arabische Arbeiter gewaltsam von jüdischen Baustellen zu vertreiben versuchten, waren begleitet von Aktionen, bei denen die Zugänge von arabischen Arbeitgebern blockiert wurden, die jüdische Fachkräfte beschäftigten, sowie vom Boykott jüdischer Produkte und Dienstleistungen.
1934 setzte die AWS beispielsweise durch, dass 430 Arbeiter eines von jüdischen Konzessionären betriebenen Steinbruchs in Majdal Yaba (Majdal al-Sadiq; Migdal Tzedek), der Rohstoffe für den Bau von Tel Aviv lieferte, nicht entlassen wurden. Dem Ansinnen waren Aufforderungen an Arbeiter in Tel Aviv vorangegangen, nur „jüdische Steine“ auf den Baustellen zu verarbeiten. Ob die Steine jüdisch waren, ließ sich anhand eines speziellen Siegels auf dem Erzeugnis überprüfen. Der planmäßigen Durchführung dieses jüdisch-arabischen Personalwechsels ging die Bildung eines hohen Lagerbestands voraus. Mit der Begründung, dass die produzierte Menge an Gütern die vorhandene Nachfrage übersteige, würden die arabischen Mitarbeiter sodann entlassen. Die Jaffaer Vertretung der AWS erfuhr dank Indiskretionen von vermutlich jüdischen Kommunisten von den Plänen des Steinbruchbetreibers. Die Arbeiter im Steinbruch von Majdal Yaba bestreikten darauf den Betrieb während 17 Tagen, bis sich die Geschäftsleitung bereiterklärte, die arabischen Arbeiter weiterhin zu beschäftigen. 1936 und 1947 machte die Histadrut weitere Versuche für solche Personalwechsel in Majdal Yaba. Im April 1946 führten Histadrut und Arab Workers Society hingegen einen gemeinsamen zwölftägigen Streik gegen das Erdölunternehmen Socony-Vacuum Oil.
Der Aristokrat Naschaschibi (1941 aufgrund eines Hinrichtungsbefehls Mohammed Amin al-Husseinis in Bagdad ermordet) verlor bald sein Interesse an den Arbeitern und zog sich bereits 1935 von der AWS zurück. Er überließ Michael Mitri die Gesamtleitung der Organisation. Unter Mitris Leitung erreichte die Gewerkschaft nach eigenen Angaben 4700 Mitglieder. Mitri förderte die Zusammenarbeit mit ideologisch weit entfernten Kräften in der politisch fragmentierten arabisch-palästinensischen Gesellschaft. So gelang am Großen Volkskongress im November 1935 in Nablus eine Annäherung mit der Nationalbewegung, hauptsächlich vertreten durch den Obersten Islamischen Rat. Auch die Histadrut suchte im September 1935 die Zusammenarbeit mit Mitri, unter der Bedingung, dass er sich von nationalistischen Positionen distanzierte, was dieser jedoch ausschlug. Die AWS organisierte im Februar 1936 die 2. Nationale Konferenz arabischer Gewerkschaften in Jaffa mit Teilnehmern aus elf Städten. Ab April 1936 verschärften sich die Spannungen mit dem Ausbruch des „Großen Arabischen Aufstands“, in dem die AWS zahlreiche Streiks organisierte und Mitri und mehrere andere Gewerkschafter von den Briten verhaftet wurden. Mansur und Mitri wurden bis in die zweite Jahreshälfte 1936 in Awjat al-Hafir und danach in der britischen Militärbasis Sarafand gefangen gehalten. Michael Mitri wurde im September 1936 von einem von Amin al-Husseini, dem „Großmufti“ von Jerusalem, beauftragten Täter ermordet.

## Zeitdokumente
- George Mansur: The Arab Worker under the Palestine Mandate. Jerusalem 1936, 65 Seiten.